# Specklinia simmleriana
Specklinia simmleriana är en orkidéart som först beskrevs av Alfred Barton Rendle, och fick sitt nu gällande namn av Carlyle August Luer. Specklinia simmleriana ingår i släktet Specklinia och familjen orkidéer. Inga underarter finns listade i Catalogue of Life.